# Charles Mengin

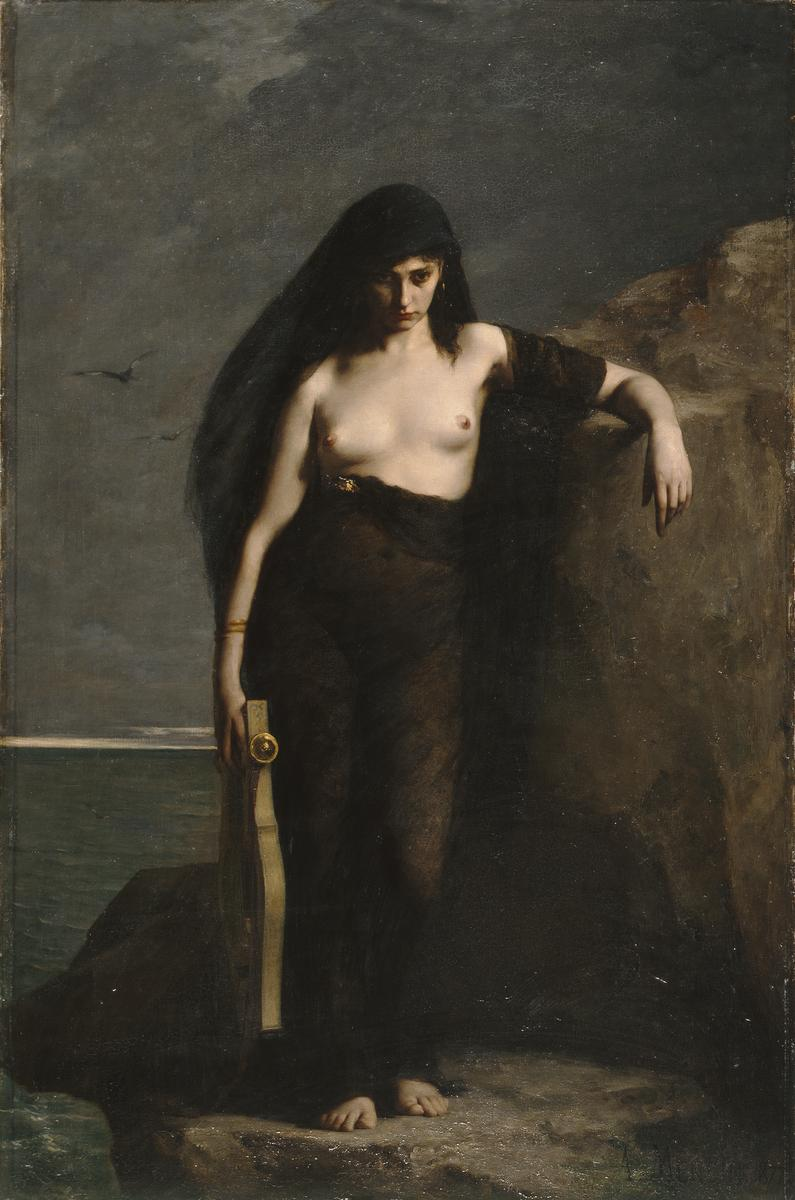
Sappho, 1877, Manchester Art Gallery

Charles August Mengin (Parijs, 5 juli 1853 – aldaar, 3 april 1933), was een Frans kunstschilder. Zijn werk wordt gerekend tot de academische kunst. 

## Leven en werk
Mengin studeerde aan de École nationale supérieure des beaux-arts in Parijs en volgde een verdere opleiding tot kunstschilder bij onder andere Alexandre Cabanel. Hij exposeerde tussen 1876 en 1927 met regelmaat in de Parijse salon. Tijdens de wereldtentoonstelling van 1900 won hij een gouden medaille.
Hoewel hij ook portretten maakte, schilderde Mengin vooral mythologische taferelen. Zijn plaats in de kunstgeschiedenis heeft hij vooral te danken aan zijn schilderij Sappho (1877), te zien in de Manchester Art Gallery. Sappho is een van de schilderijen die door Umberto Eco in zijn boek De geschiedenis van de schoonheid neer worden gezet als exemplarisch voor de 'romantische schoonheid'.

## Noot
1. ↑  Amsterdam, 2005, blz. 298-299

- Biblioteca Nacional de España: XX846988
- International Standard Name Identifier: 0000 0000 7105 4322
- RKD-Nederlands Instituut voor Kunstgeschiedenis: 55228
- Union List of Artist Names: 500088690
- Virtual International Authority File: 96325634
- WorldCat: E39PBJgxmkRxycwpXX6WwvMgKd